# Pietro Santin
Pietro Santin, detto Rino (Rovigno, 6 settembre 1934 – Cava dei Tirreni, 29 dicembre 2017), è stato un allenatore di calcio e calciatore italiano, di ruolo centrocampista.

## Biografia
Nato a Rovigno d'Istria, al termine della guerra la famiglia fuggì in Italia, stabilendosi in Campania. 

## Caratteristiche tecniche
Era un'ala sinistra.

## Carriera

### Calciatore
Ha giocato in A con la SPAL di Paolo Mazza nella stagione 1957-58 (14 presenze ed una rete nella sconfitta interna contro il Napoli).

### Allenatore
Nella lunga carriera da allenatore, iniziata a metà degli anni '60, ha dato il meglio sulla panchina della Cavese, portando la squadra della città metelliana a un passo dalla promozione in serie A nella stagione 1982-1983 e alla storica vittoria del 7 novembre 1982 a San Siro contro il Milan (1-2).
L'anno seguente ha allenato il Napoli in serie A. Ha concluso la propria esperienza sportiva sulla panchina del Latina a metà degli anni 2000.

## Altre attività
È stato presidente onorario e testimone dell'associazione Sogno Cavese, progetto finalizzato a creare una forma di azionariato popolare per sostenere il club blufoncé.

## Palmarès

### Allenatore

#### Competizioni nazionali
- Serie D: 1

Juve Stabia: 1971-1972
- Serie C1: 1

Cavese: 1980-1981
- Campionato Nazionale Dilettanti: 2

Battipagliese: 1992-1993
Nardò: 1996-1997